# Insieme diretto
In matematica, un insieme diretto è un insieme A in cui è definita una relazione binaria riflessiva e transitiva ≤ tale che per ogni coppia di elementi a e b in A, esiste un terzo elemento c in A che soddisfa a ≤ c e b ≤ c.
Dati due punti a e b ci si può muovere da a in direzione di b trovando un altro punto c "più avanti" sia di a che di b. Proseguendo per induzione, è possibile costruire una successione a ≤ b ≤ c ≤ d ≤ ... di punti.

## Applicazioni
Il concetto di insieme diretto generalizza quello di insieme totalmente ordinato. Si utilizzano in topologia per definire una rete, generalizzazione del concetto di successione, e per unificare le varie nozioni di limite proprie dell'analisi. 

## Esempi
Fra gli esempi di insiemi diretti, segnaliamo:
- L'insieme dei numeri naturali N con il consueto ordine ≤ è un insieme diretto (così come lo è qualsiasi insieme totalmente ordinato).
- Se x0 è un numero reale, possiamo convertire l'insieme R − {x0} in un insieme diretto ponendo a ≤ b se e solo se 
|a − x0| ≥ |b − x0|. In tal caso, si dice che l'insieme dei numeri reali è stato diretto verso x0. Tale relazione non è un ordine parziale.
- Se T è uno spazio topologico e x0 è un punto in T, l'insieme di tutti i suoi intorni di x0 è un insieme diretto rispetto alla relazione definita da U ≤ V se e solo se U contiene V.
  - Per ogni U: U ≤ U; poiché U contiene sé stesso.
  - Per ogni U,V,W: se U ≤ V e V ≤ W, allora U ≤ W; poiché se U contiene V e V contiene W allora U contiene W.
  - Per ogni U, V: esiste l'insieme U ∩V tale che U ≤ U ∩V e V ≤ U ∩V; in quanto U ∩V è contenuto sia in U che in V.
- In un poset P, ogni sottoinsieme del tipo {a| a in P, a ≤x}, con x prefissato elemento di P, è diretto.

## Sottoinsiemi diretti
Non necessariamente gli insiemi diretti soddisfano la proprietà antisimmetrica, perciò, in generale, non sono insiemi parzialmente ordinati. Nonostante questo, il termine è frequentemente usato con riferimento ai posets. In questo contesto, un sottoinsieme A di un insieme parzialmente ordinato (P,≤) si dice sottoinsieme diretto se e solo se
- A non è vuoto,
- per ogni coppia di punti a e b in A, esiste un punto c in A tale che a ≤ c e b ≤ c

dove l'ordinamento degli elementi di A è ereditato da quello esistente in P. Per questa ragione, non è necessario richiedere esplicitamente la riflessività e la transitività.
I sottoinsiemi diretti sono comunemente usati nella teoria dei domini, la quale studia ordini su insiemi che soddisfano la proprietà dell'estremo superiore. In questo senso, la nozione di sottoinsieme diretto permette di estendere a insiemi parzialmente ordinati il concetto di successione convergente.